# 岑毓宝
岑毓宝（1841年—1897年），字楚卿，清朝官员，广西西林县那劳村人。西林县团总岑苍松之子。
岑毓宝青年时帮助父亲在地方组织团练，后随兄长岑毓英带团练入云南助官军镇压当地回乱，被任命为知府。同治二年（1863年）三月，清军参将马荣、李俊等人反叛，岑毓宝随兄督剿。同治六年（1867年），因杜文秀率军围攻昆明，受命率兵往援。同治九年（1870年），擢升道员，赐“额图珲巴图鲁”名号。同治十一年（1872年），又随岑毓英与马如龙等统兵推翻杜文秀大理政权，血洗大理城。光绪十年（1884年）春，奉命出关参加中法战争，抗击法国侵略。次年，率兵攻打越南临洮，大败法军，赏赐黄马褂。中法停战和约签订后，参与勘查中越边界。光绪十四年（1888年），调往福建任盐法道。不久，调回云南升任按察使权布政使。光绪二十一年（1895年），被御史溥松弹劾他“任用私人，政刑失当”，于是革职回归故里。光绪二十三年（1897年）五月，在家乡病逝。